# Альфред Ост
Альфред Ост (нід. Alfred Ost; 14 лютого 1884, Звейндрехт — 9 жовтня 1945, Антверпен) — бельгійський художник. Завоював бронзову нагороду на Олімпійських іграх 1920 року.
1920 року брав участь в мистецьких змаганнях на Літніх Олімпійських іграх 1920. За картину «Joueur de Football» (Гравець у футбол) збодув бронзову медаль.
Під час Другої світової війни знайшов притулок в Єзуїтському коледжі (Xaverius College) в Антверпені. Розписав стіни коледжу своїми картинами.
Помер 9 жовтня 1945 року.